# Se llamaba SN (película)
Se llamaba SN es una película de 1977 dirigida por el cineasta venezolano Luis Correa. La película está basada en la novela homónima de 1964 de José Vicente Abreu, la cual sirve de testimonio y denuncia de la dictadura de Marcos Pérez Jiménez en el país.

## Trama
Durante la dictadura de Marcos Pérez Jiménez en Venezuela, su policía secreta, la Seguridad Nacional (SN), detiene a miles de venezolanos. En 1952, un preso político es enviado a una prisión situada en una isla y se enfrenta a las condiciones de la cárcel.

## Elenco
- José María Bauce
- María Grazia Bianchi
- Ricardo Blanco
- Lucio Bueno
- Carlos Carrero
- Alfredo Correa
- Alejo Felipe
- Regino Jiménez
- Arnold Leve
- Pedro Marthán
- Asdrúbal Meléndez
- Jesús Millán
- Augusto Mudarra
- Blanca Pereira
- Francisco Sanclemente
- José Torres

## Estreno
La película se proyectó en el 25º Festival Internacional de Cine de San Sebastián, en 1977.